# Aida Garifullina

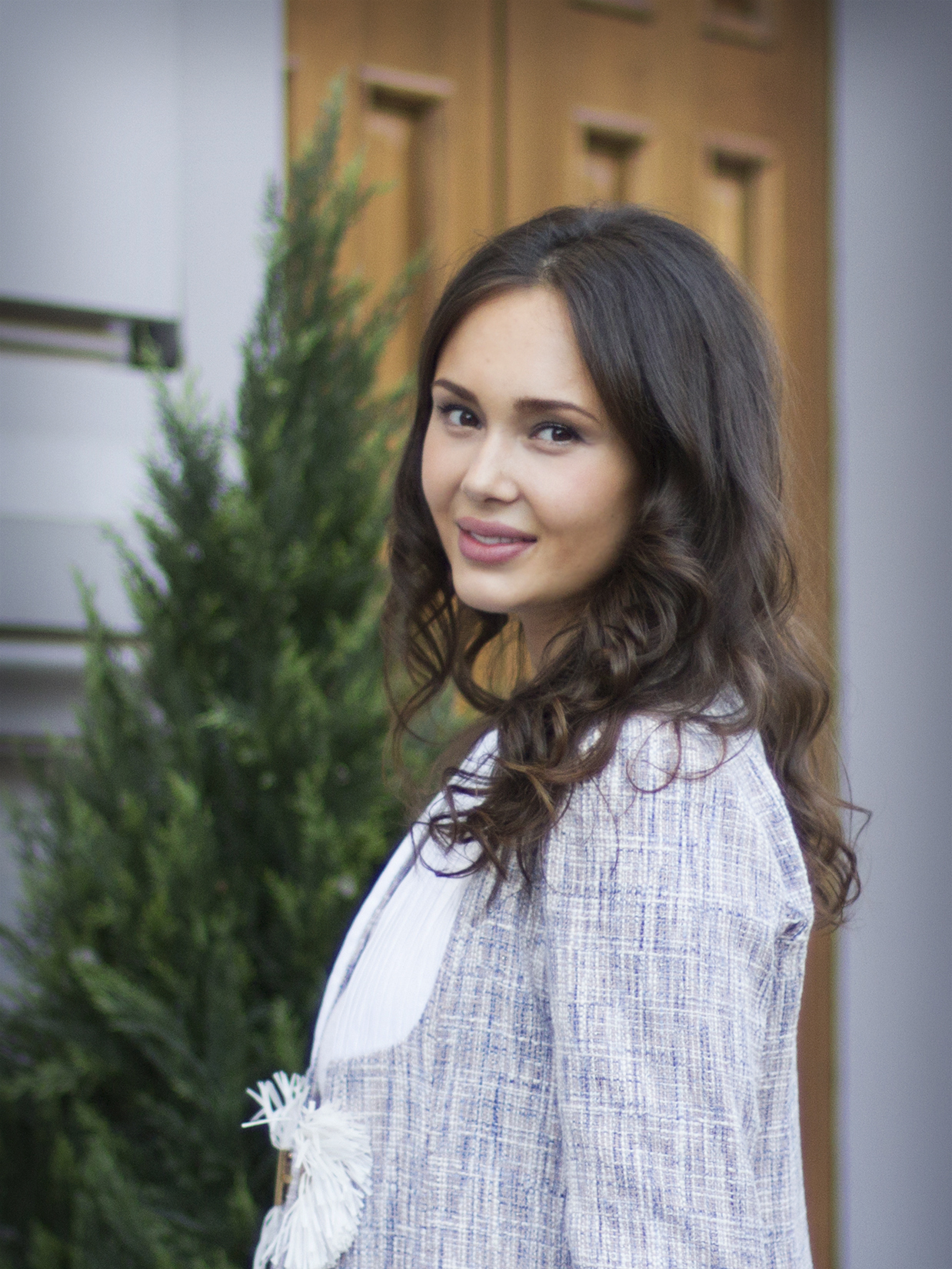
Aida Garifullina.

Aida Garifullina, född 30 september 1987 i Kazan i Sovjetunionen, är en rysk operasångerska (sopran). Hon har vunnit tävlingen Operalia 2013 och medverkat vid ett större antal föreställningar på Mariinskijteatern i Sankt Petersburg och på Wiener Staatsoper. Hon har skivkontrakt på Decca Records.
Garifullina föddes 1987 i Kazan, huvudstaden i republiken Tatarstan. Hennes mor Lyalya Garifullina är kördirigent. Från tidig barndom gav modern inspiration åt Garifullinas musikaliska utveckling och hade stor betydelse för hennes karriär. Vid 18 års ålder flyttade Garinfullina till Nürnberg för musikstudier. 
År 2007 påbörjade hon sina studier på Universitetet för musik och scenkonst i Wien med Claudia Visca som lärare. Två år senare, 2009, debuterade Garifullina som Despina i universitetets föreställning av Mozarts Così fan tutte.
2013/2014 genomförde hon konsertuppträdanden i sällskap med en stor skara kända sångare som Jose Carreras, Placido Domingo och Dmitrij Chvorostovskij. År 2014 uppträdde hon vid Rosenblatt Recitals på Wigmore Hall i London.
Från 2014/2015 års spelsäsong är hon medlem av ensemblen vid Wiener Statsoper i Wien. 
Hon sjöng "Bell Song" ur Lakmé av Léo Delibes i filmen Florence Foster Jenkins som släpptes i maj 2016.

## Repertoar
- G. Puccini — «La bohème», Musetta
- G. Verdi — «Un ballo in maschera», Oscar
- G. Verdi — «Rigoletto», Gilda
- G. Verdi — «Falstaf», Nanetta
- G. Donizetti — «Don Pasquale», Norina
- G. Donizetti — «L'elisir d'amore», Adina
- W. A. Mozart — «Die Zauberflöte», Pamina
- W. A. Mozart — «Così fan tutte», Despina
- W. A. Mozart — «Le nozze di Figaro», Susanna
- W. A. Mozart — «Don Giovanni», Zerlina
- G. Rossini — «L'italiana in Algeri», Elvira
- F. Halévy — «La Juive», Princess Eudoxie
- S. S. Prokofiev — «War and Peace», Natasha Rostova
- N. A. Rimsky-Korsakov — «The Golden Cockerel», Queen of Shemakha
- P. Eötvös - «Tri Sestri», Irina